# Inaccodes oblongus
Inaccodes oblongus (лат.) — вид мелких жуков-долгоносиков из подсемейства Cyclominae (Listroderini), единственный в составе рода Inaccodes. Эндемики острова Тристан-да-Кунья (юг Атлантического океана). Длина тела жуков 4,5 мм. Рострум среднего размера; 3-6 сегменты жгутика усика шаровидные; булава усиков увеличенная; опушение состоит из щетинковидных чешуек и щетинок; переднеспинка субокруглая; надкрылья с плоскими интервалами; скапус усиков короткий (не достигает переднего края глаз). Inaccodes включён в подтрибу Palaechthina из трибы Listroderini и близок к родам Anorthorhinus, Haversiella, Gunodes, Listronotus, Neopachytychius, Palaechthus, Palaechtodes, Steriphus, Tristanodes.
Вид и род были впервые описаны в 1948 году по материала Норвежской научной экспедиции на субарктические острова Тристан-да-Кунья.
Биология не изучена, питаются предположительно (как и близкие группы) листьями (имаго) и корнями растений (личинки).